# Баранкин, будь человеком! (мультфильм)
«Баранкин, будь человеком!» — советский рисованный мультфильм 1963 года, экранизация одноимённой повести писателя Валерия Медведева режиссёром Александрой Снежко-Блоцкой.
Сказка о приключениях двух школьников-лентяев, которые, чтобы не ходить на уроки, превращались в воробьёв, бабочек и муравьёв. Но в конечном итоге поняли, что лучше всего оставаться людьми.

## Сюжет
Юра Баранкин и Костя Малинин получили очередные двойки по математике. Староста класса Зина Фокина столько раз говорила: «Баранкин, будь человеком! Исправь двойку! И ты, Малинин!» Одноклассник Миша вызвался позаниматься с ними математикой.
Назавтра Баранкин и Малинин сидели на скамейке под деревом во дворе и завидовали свободной жизни воробьёв, которым не надо ничему учиться. Баранкин сказал другу: «Моя мама говорит, что, если по-настоящему захотеть, то даже курносый нос может превратиться в орлиный!» Мальчишки решили превратиться в воробьёв, произнеся что-то вроде заклинания, и, как ни странно, их желание исполнилось — правда, после того, как их случайно заметил и окликнул вышедший из троллейбуса Мишка. После превращения ребят попыталась съесть кошка, воробьиха стала учить их вить гнёзда, а воробей позвал с собой драться за скворечник.
Тогда Малинин уговорил Баранкина стать бабочками, которые, по его мнению, только и делают, что беззаботно порхают по цветам и пьют сладкий нектар. Друзья превратились в бабочек: Малинин — в махаона, а Баранкин — в капустницу. Полетели друзья и увидели, как стрижи на лету съедают других бабочек, и как одна бабочка уснула, потому что наступила осень. Прилетели друзья на клумбу с цветами, а там Зина Фокина захотела поймать махаона для коллекции. Пришлось друзьям спасаться и превращаться в муравьёв. Захотели они поиграть в футбол и отдохнуть, а инстинкт заставлял их работать — тащить всё в муравейник и воевать с захватчиками — мирмиками. И поняли друзья, что лучше всего быть людьми.

## Создатели
| автор сценария             | Валерий Медведев |
| режиссёр                   | Александра Снежко-Блоцкая |
| художник-постановщик       | Ильдар Урманче |
| композитор                 | Виталий Гевиксман |
| оператор                   | Екатерина Ризо |
| звукооператор              | Борис Фильчиков |
| редактор                   | Зинаида Павлова |
| ассистенты                 | Е. Новосельская, Б. Корнеев, Л. Кукина, А. Петецкая |
| художники-мультипликаторы: | Галина Баринова, Ольга Столбова, Борис Бутаков, Елизавета Комова, Виолетта Карп, Татьяна Фёдорова, Константин Чикин, Татьяна Таранович, Владимир Крумин, Борис Чани, Елена Вершинина |
| xудожники-декораторы:      | Ирина Светлица, Елена Танненберг |
| директор картины           | Г. Кругликов |

## Роли озвучивали
| Актёр             | Роль      |
| ----------------- | --------- |
| Клара Румянова    | Баранкин  |
| Мария Виноградова | Малинин   |
| Тамара Дмитриева  | Мишка     |
| Елена Понсова     | воробьиха |
| Сергей Цейц       | воробей   |
| Борис Рунге       | муравей   |

## Награды
- 1963 — XV Фестиваль фильмов для детей и юношества в Венеции — Бронзовая медаль.